# 富豪B10BLE
富豪B10BLE（英語：Volvo B10BLE）是瑞典富豪生產的一款低地台單層巴士底盤，於1992年亮相。

## 概述
富豪於1978年推出的B10M曾經大受歡迎，但踏入1990年代後，城市巴士走向低地台化，而B10M則由於中置引擎設計，令地台難以降低，是故富豪車廠便推出後置引擎設計的B10BLE。富豪B10BLE採用後置引擎設計，10公升柴油引擎被縱向臥置於車尾。初時可選擇富豪THD103、THD104柴油引擎或富豪THG103天然氣引擎。1990年代中期以後就，可選擇富豪DH10A柴油引擎或富豪GH10A、GH10B、GH10C天然氣／沼氣引擎。B10BLE有兩軸及三軸版，並可裝配不同廠家提供的車身，其中出口澳洲及新加坡的B10BLE，大部分裝配Volgren車身。

## 分佈
B10BLE的蹤跡遍及歐洲、澳洲及新加坡等地。

## 後繼產品
B10BLE於1993年量產，而B10M並沒有停產，兩者同時生產以因應不同買家的需要。當B10M於2001年停產後，B10BLE也於2004年停產，其城市巴士的後繼車型為富豪B7L及富豪B7RLE取代，另外還有引擎馬力更強的B12BLE。